# 湘南乃風
湘南乃風（しょうなんのかぜ）は、 日本のレゲエグループ。2001年結成。所属事務所はテレビ朝日ミュージック。所属レコード会社兼レーベルはユニバーサルJ/134Recordings。公式ファンクラブは「風乃軍団」。

## 概要
自らのレーベル134 Recordingsを運営している。2004年、2005年の横浜レゲエ祭、（RED RICEはソロで2000年に出演、2004年 - 2007年のHIGHEST MOUNTAINに出演。
元々、HAN-KUNとRED RICEが湘南で活動。のちにSHOCK EYE、若旦那、GOKI（現：GOKIGEN SOUND）と出会い、2001年にインディーズレーベル134LABELを立ち上げ、ミックステープ『湘南の風』を発表する。2003年までに計4本のミックステープを発売している。2002年にGOKIを除くメンバーで湘南乃風を結成し、2003年にメジャーデビューを果たした。
2006年に「純恋歌」が約60万枚を超えるヒットとなり、ジャパニーズレゲエの代表格として人気を獲得する。2008年7月9日にはHAN-KUNがソロ・アルバム『VOICE MAGICIAN』をリリース。同年秋にソロツアーを行った。
2020年に中田ヤスタカとコラボ曲を発表、2021年には加山雄三の楽曲「海 その愛」を使用したシングル「湘南乃『海 その愛』」をリリースした。2022年の大みそかには『ももいろ歌合戦』（BS日テレ・ニッポン放送・ABEMAなどが生中継）へ初出場。2023年には初の日本武道館ライブを開催する。

## メンバー

### 現メンバー
- RED RICE（レッドライス） - 本名：森﨑 匠（もりさき たくみ、1976年1月9日（49歳） - ）、神奈川県藤沢市生まれ、湘南乃風のリーダー、A型、Dee Jay
- 若旦那（わかだんな） - 本名：新羅 慎二（にら しんじ、1976年4月6日（49歳） - ）、東京都世田谷区生まれ、A型、Dee Jay
- SHOCK EYE（ショックアイ） - 本名：植村 家浩（うえむら いえひろ、1976年12月14日（48歳） - ）、神奈川県鎌倉市生まれ、A型、Dee Jay。2011年2月9日に、ポルノグラフィティのギタリスト新藤晴一、トラックメイカー篤志とTHE 野党を結成。

- HAN-KUN（ハンクン） - 本名:半澤 卓朗（はんざわ たくろう、1979年1月27日（46歳） - ）、神奈川県鎌倉市深沢生まれ、B型、Dee Jay、メインボーカル。プライベートなどで週刊誌記者にバレない為と、一般人に声をかけられないように、顔や耳紋がわからないようターバンみたいなものを深く被ってステージやテレビなどに登場している。

### 元メンバー
- GOKI（現：GOKIGEN SOUND）：元Dee Jay

## サポートメンバー
- The BK Sound：Selector

### 元サポートメンバー
- KAI-SHINE：Selector

## ディスコグラフィ

### インディーズ

#### ミックステープ
| 枚  | リリース日     | タイトル                      |
| --- | -------------- | ----------------------------- |
| 1st | 2001年         | 湘南の風                      |
| 2nd | 2002年8月8日   | Bubblegumbrand 湘南の風 vol.2 |
| 3rd | 2003年2月20日  | 一服〜湘南乃風外伝            |
| 4th | 2003年12月15日 | 湘南乃風 vol.4 HOT134         |

### メジャー

#### シングル

##### CDシングル
| 枚   | リリース日     | タイトル            | 最高位 | 型番 |
| ---- | -------------- | ------------------- | ------ | --- |
| 1st  | 2004年3月3日   | 応援歌/風           | 19位   | <TFCC-89094> |
| 2nd  | 2004年7月7日   | 晴伝説              | 13位   | <TFCC-89106> |
| 3rd  | 2005年4月6日   | カラス              | 10位   | <TFCC-89135> |
| 4th  | 2005年8月10日  | 覇王樹              | 15位   | <TFCC-89144> |
| 5th  | 2006年3月8日   | 純恋歌              | 2位    | <TFCC-89159> |
| 6th  | 2007年6月6日   | 睡蓮花              | 2位    | <TFCC-89211> |
| 7th  | 2008年2月13日  | 黄金魂              | 6位    | <TFCC-89236> |
| 8th  | 2008年8月27日  | 恋時雨              | 6位    | 初回限定盤CD+DVD：<TFCC-89258> 通常盤：<TFCC-89259>                                                                                          |
| 9th  | 2009年2月25日  | 親友よ              | 10位   | <TFCC-89272> |
| 10th | 2010年2月10日  | ガチ桜              | 8位    | <TFCC-89293> |
| 11th | 2011年1月12日  | 爆音男〜BOMBERMAN〜 | 4位    | 初回盤：<TFCC-89324> 通常盤：<TFCC-89325> |
| 12th | 2012年6月6日   | 炎天夏              | 7位    | <TFCC-89379> |
| 13th | 2012年11月28日 | 雪月花              | 12位   | <TFCC-89417> |
| 14th | 2014年8月6日   | パズル              | 14位   | 初回盤CD+DVD：<TFCC-89509> 通常盤：<TFCC-89510>                                                                                              |
| 15th | 2015年3月4日   | バブル              | 14位   | 初回盤CD+LIVE CD：<TFCC-89533> 通常盤：<TFCC-89534>                                                                                          |
| 16th | 2016年7月20日  | はなび              | 11位   | 初回限定盤CD＋DVD：<TFCC-89586> 通常盤：<TFCC-89587> 数量限定ライブ記念盤CD＋湘南乃風“はなび”バンダナ：<PPTF-8096>                           |
| 17th | 2017年1月18日  | 龍虎宴              | 6位    | 初回生産限定盤CD+CD【虎】：<TFCC-89609> 初回生産限定盤CD+DVD【龍】：<TFCC-89610> 通常盤：<TFCC-89611> 宴ツアー会場限定盤【宴】：<TFCP-89612> |
| 18th | 2018年3月21日  | やめちまぇ!         | 25位   | <TFCC-89647> |
| 19th | 2018年6月6日   | 六月の花/国士無双   | 20位   | 初回盤A：<TFCC-89654> 初回盤B：<TFCC-89655> 通常盤C：<TFCC-89656>                                                                            |
| 20th | 2021年7月14日  | 湘南乃「海 その愛」 | 28位   | 初回プレス限定盤（2CD）：<UPCH-7596/7> オフィシャルファンクラブ「風乃軍団」会員限定セット商品：<D2CJ-6536>                                   |

##### 「鎧武乃風」名義
avex entertainmentで発売
| 枚  | リリース日     | タイトル       | 最高位 | 型番                                                                                          |
| --- | -------------- | -------------- | ------ | --------------------------------------------------------------------------------------------- |
| 1st | 2013年12月11日 | JUST LIVE MORE | 6位    | 初回盤CD+DVD+特製ミニタオル：<AVZA-74071/B> 通常盤CD+DVD：<AVCA-74072/B> 通常盤：<AVCA-74073> |
| 2nd | 2014年7月16日  | YOUR SONG      | 31位   | CD+DVD：<AVCD-83039/B> CD：<AVCD-83040>                                                       |

##### 先行配信リリース作品
| 枚   | リリース日     | タイトル                               | 収録作                  |
| ---- | -------------- | -------------------------------------- | ----------------------- |
| 1st  | 2006年8月4日   | いつも誰かのせいにしてばっかりだった俺 | 湘南乃風〜Riders High〜 |
| 2nd  | 2009年3月25日  | rainy                                  | 湘南乃風〜JOKER〜       |
| 3rd  | 2012年3月21日  | Born to be WILD                        | 湘南乃風〜2023〜        |
| 4th  | 2013年2月13日  | さくら〜卒業〜 feat. MINMI             | 湘南乃風〜2023〜        |
| 5th  | 2015年1月10日  | BIG UP                                 | 湘南乃風〜COME AGAIN〜  |
| 6th  | 2015年1月31日  | ロード                                 | 湘南乃風〜COME AGAIN〜  |
| 7th  | 2015年5月6日   | Z〜俺等的逆襲〜                        | 湘南乃風〜COME AGAIN〜  |
| 8th  | 2015年5月20日  | 晴ル矢                                 | 湘南乃風〜COME AGAIN〜  |
| 9th  | 2016年10月5日  | 青空船                                 | 龍虎宴                  |
| 10th | 2020年1月9日   | 一番歌                                 | 湘南乃風～四方戦風～    |
| 11th | 2020年2月23日  | ただいま!                              | 湘南乃風～四方戦風～    |
| 12th | 2020年5月1日   | Summers                                | 湘南乃風～四方戦風～    |
| 13th | 2021年4月21日  | 陽はまたのぼる                         | 2022 〜Time to Shine〜  |
| 14th | 2021年6月12日  | 湘南乃｢海 その愛｣                      | 湘南乃「海 その愛」     |
| 15th | 2021年10月25日 | 茶柱立つ                               | 2022 〜Time to Shine〜  |
| 16th | 2022年1月7日   | 風乃時代                               | 2022 〜Time to Shine〜  |
| 17th | 2023年6月18月  | 君に                                   |                         |
| 18th | 2023年7月28日  | Desire Movie Edit                      |                         |

##### 会場限定シングル
| 枚  | リリース日 | タイトル |
| --- | ---------- | -------- |
| 1st | 2011年7月  | 風伝説   |

##### アナログレコード
| 枚  | リリース日     | タイトル                  | 型番       | 形式  |
| --- | -------------- | ------------------------- | ---------- | ----- |
| 1st | 2003年11月22日 | We Did It                 | <BHM-7019> | 7inch |
| 2nd | 2005年9月18日  | OH YEAH                   | <SS-007>   | 7inch |
| 3rd | 2006年12月1日  | Reggae Man/渡ジャマします | <BHM-7036> | 7inch |

#### アルバム

##### ミニ・アルバム
| 枚  | リリース日    | タイトル               | 最高位 | 型番                                      |
| --- | ------------- | ---------------------- | ------ | ----------------------------------------- |
| 1st | 2017年6月21日 | 踊れ                   | 5位    | 初回盤：<TFCC-86590> 通常盤：<TFCC-86591> |
| 2nd | 2022年7月20日 | 2022 〜Time to Shine〜 | 26位   | 初回盤：<UPCH-7630> 通常盤：<UPCH-2246>   |

##### オリジナル・アルバム
| 枚  | リリース日    | タイトル                 | 最高位 | 型番                                      |
| --- | ------------- | ------------------------ | ------ | ----------------------------------------- |
| 1st | 2003年7月30日 | 湘南乃風〜REAL RIDERS〜  | 60位   | <TFCC-86138>                              |
| 2nd | 2004年8月18日 | 湘南乃風〜ラガパレード〜 | 5位    | <TFCC-86165>                              |
| 3rd | 2006年8月30日 | 湘南乃風〜Riders High〜  | 1位    | <TFCC-86204>                              |
| 4th | 2009年4月8日  | 湘南乃風〜JOKER〜        | 1位    | <TFCC-86295>                              |
| 5th | 2013年3月6日  | 湘南乃風〜2023〜         | 3位    | 初回盤：<TFCC-86429> 通常盤：<TFCC-86430> |
| 6th | 2015年5月27日 | 湘南乃風〜COME AGAIN〜   | 3位    | 初回盤：<TFCC-86515> 通常盤：<TFCC-86516> |
| 7th | 2018年6月13日 | 湘南乃風〜一五一会〜     | 2位    | 初回盤：<TFCC-86638> 通常盤：<TFCC-86639> |
| 8th | 2020年5月20日 | 湘南乃風～四方戦風～     | 3位    | 初回盤：<UPCH-7561> 通常盤：<UPCH-2208>   |

##### ベスト・アルバム
| 枚  | リリース日    | タイトル                          | 最高位 | 型番 |
| --- | ------------- | --------------------------------- | ------ | --- |
| 1st | 2011年6月15日 | 湘南乃風〜Single Best〜           | 2位    | 初回盤：<TFCC-86356> 通常盤：<TFCC-86357>                                                                  |
| 2nd | 2011年6月15日 | 湘南乃風〜Live Set Best〜         | 7位    | <TFCC-86358>                                                                                               |
| 3rd | 2023年7月5日  | 湘南乃⾵～20th Anniversary BEST～ | 6位    | 受注生産限定盤：UPCH-7649 初回盤：UPCH-7650 通常盤：UPCH-2257/9 UNIVERSAL MUSIC STORE限定セット：D2CJ-6949 |

##### MIXアルバム
| 枚  | リリース日    | タイトル                                             | 最高位 | 型番                                      |
| --- | ------------- | ---------------------------------------------------- | ------ | ----------------------------------------- |
| 1st | 2010年8月4日  | 湘南乃風〜湘南爆音BREAKS!〜 mixed by The BK Sound    | 5位    | 初回盤：<TFCC-86138> 通常盤：<TFCC-86331> |
| 2nd | 2016年4月27日 | 湘南乃風〜湘南爆音BREAKS! II〜 mixed by Monster Rion | 11位   | <TFCC-86138>                              |

##### コンピレーション・アルバム
| 枚  | リリース日    | タイトル                                               | 型番         |
| --- | ------------- | ------------------------------------------------------ | ------------ |
| 1st | 2006年1月22日 | マッシヴ・B・ミーツ・湘南乃風-押忍!!極東ダンスホール塾 | <FMAR-29>    |
| 2nd | 2007年7月18日 | 134℃溶けたまんまでイッちゃって!選曲 湘南乃風           | <POCE-15510> |

#### DVD/Blu-ray
| 枚  | リリース日     | タイトル                                                                       | 最高位                 | 型番 |
| --- | -------------- | ------------------------------------------------------------------------------ | ---------------------- | --- |
| 1st | 2007年3月28日  | 風伝説 いつも誰かのせいにしてばっかりだった俺TOUR 2006                         | 2位                    | <TFBQ-18070>                                                                                             |
| 2nd | 2009年10月14日 | 風伝説 濡れたまんまでイッちゃってTOUR'09                                       | 1位                    | <TFBQ-18101>                                                                                             |
| 3rd | 2012年2月15日  | 風伝説〜大暴風興行夏場所 八百長なしの真剣勝負!金銀天下分け目の天王山TOUR2011〜 | 2位                    | 初回盤DVD+CD：<TFBQ-18124> 通常盤DVD+CD：<TFBQ-18125>                                                    |
| 4th | 2013年12月25日 | 十周年記念 横浜スタジアム伝説                                                  | 3位(DVD) 27位(Blu-ray) | 初回盤1BD+CD：<TFXQ-78114> 通常盤1BD：<TFXQ-78115> 初回盤2DVD+CD：<TFBQ-18149> 通常盤2DVD：<TFBQ-18150 > |
| 5th | 2016年2月24日  | 風伝説 第二章〜雑巾野郎 ボロボロ一番星TOUR2015〜                               | 7位(DVD) 24位(Blu-ray) | 初回盤1BD+CD：<TFXQ-78135> 通常盤1BD：<TFBQ-18179> 初回盤2DVD+CD：<TFXQ-78136> 通常盤2DVD：<TFBQ-18180>  |
| 6th | 2017年12月20日 | SummerHolic 2017-STAR LIGHT- at 横浜 赤レンガ 野外ステージ                     | 5位(DVD) 42位(Blu-ray) | 初回盤2BD：<TFXQ-78155> 通常盤1BD：<TFXQ-78156> 初回盤3DVD：<TFBQ-18197> 通常盤2DVD：<TFBQ-18198>        |

### 参加作品

#### フィーチャリング
1. 山嵐「Colors Water Music」（2003年10月22日）
  - 3. 足跡(feat.湘南乃風)
2. MINMI「imagine」（2004年6月30日）
  - 10. EVERYDAY feat. 湘南乃風
3. MOOMIN「Featuring Works」（2004年11月24日）
  - 16. 応援歌
4. VADER「GATE OF GENERATION」（2005年7月13日）
  - 2. SUPER STAR(feat.湘南乃風)
5. MINMI「FRIENDS 〜MINMI featuring works BEST〜」（2005年9月22日）（2枚組）
  - [DISC-1] 3. EVERYDAY feat. 湘南乃風 / MINMI
  - [DISC-1] 5. FRIENDS / MINMI,湘南乃風,JUMBO MAATCH,TAKAFIN,BOXER KID,RYO the SKYWALKER,PUSHIM,MOOMIN,HOME GROWN
  - [DISC-1] 8. SUCK YU MUMA / MINMI & 湘南乃風
  - [DISC-1] 9. MY WAY feat. MINMI / 湘南乃風
  - [DISC-2] 13. CRY feat. MINMI / 湘南乃風
6. MINMI「Natural」（2006年3月29日）
  - 4. FRIENDS / MINMI,湘南乃風,JUMBO MAATCH,TAKAFIN,BOXER KID,RYO the SKYWALKER,PUSHIM,MOOMIN,HOME GROWN
  - 6. YO WELL feat. 湘南乃風
7. 10-FEET「6-feat」（2006年4月19日）
  - 3. 2%(feat.湘南乃風)
8. Ukatrats FC「Win and Shine」（2006年5月24日） （MAXI）
9. Home Grown「Extra High Grade Works」（2006年8月23日）
  - 11. 応援歌
10. INFINITY16「Dream Lover」 （2007年4月18日） （MAXI）
  - 1. Dream Lover welcomz 湘南乃風,MINMI,MOOMIN
11. INFINITY16 「Foundation Rock」（2007年12月12日）（初回限定盤：2CD+DVD ／ 通常盤：2CD）
  - [DISC-1] 2. Dream Lover welcomez 湘南乃風、MINMI、MOOMIN
12. The BK Sound 「One」（2010年9月1日）
  - 3. BAD NUMBER feat. 湘南乃風
13. GOKIGEN SOUND「ゴキゲンサン 〜365日のドライブ〜」（2011年7月27日）
  - 7. LETTER feat. 湘南乃風
14. 倖田來未 × 湘南乃風「Trust・Last」（2022年12月23日）
  - 1. Trust・Last

#### オムニバス
1. RYO the SKYWALKER & FRIENDS「HOW TO HUNT IN THE BUSH」（2003年8月6日）
  - 6. We Did It(湘南乃風)
2. オムニバス「ROCK CITY 2」（2003年10月8日）（2枚組）
  - [DISC-1] 6. FAGAMAFIN - 湘南乃風
3. オムニバス「DANCEHALL PREMIER 2」（2004年6月30日）
  - 3. Real Riders (ORCHESTRA 2004 REMIX) - 湘南乃風
4. オムニバス「WHITE OUT 2〜real snowboarder’s compilation〜」（2006年1月18日）
  - 2. 覇王樹
  - 18. Rockin' Wild(10-FEET REMIX)(湘南乃風)
5. オムニバス「DANCEHALL PREMIER presents PREMIER MIX」（2006年3月8日）
  - 9. Real Riders(ORCHESTRA 2004 REMIX)
6. オムニバス「ラガ人=RAGA-N-Chu」（2006年3月15日）
  - 7. Real Riders
7. RYO the SKYWALKER & FRIENDS「HOW TO HUNT IN THE BUSH 2」（2006年10月25日）
  - 8.渡ジャマします (湘南乃風)
8. オムニバス「WHITE OUT 3〜real snowboarder's compilation〜」（2006年12月6日）
  - 5.Riders High
9. オムニバス「SUNSET THE PLATINUM SOUND PRODUCTION PRESENTS "CONCRETE"」（2007年4月25日）
  - 6.OH YEAH
10. オムニバス「MASTER BLASTER 〜JAPANESE REGGAE DANCE HALL IN DE HIGH〜 Mixed by PACE MAKER」（2008年3月26日）
  - 40.カラス
11. オムニバス「RED SPIDER/爆走エンジェル 〜ALL JAPANESE REGGAE DUB MIX CD〜」（2008年3月26日）
  - 21.風
  - 24.WILD MEDLEY(WIld Speed〜STILL WILD〜Rockin' WIld)
12. オムニバス「MASTER BLASTER 2007 〜JAPANESE REGGAE DANCEHALL IN DE HIGH 2〜 Mixed by PACE MAKER」（2008年3月26日）
  - 32.いつも誰かのせいにしてばっかりだった俺
13. オムニバス「ナツウタ」（2008年3月26日）
  - 9.2% feat. 湘南乃風 / 10-FEET
14. サントラ「交渉人 オリジナル・サウンドトラック・コンプリート」（2010年2月10日）
  - 17.黄金魂
15. RED SPIDER「大爆走エンジェル」（2010年7月28日）
  - [DISC-1] 28.JOKER

## タイアップ一覧
| 曲名                | タイアップ                                                                                          |
| L.A.P〜One Love〜   | テレビ朝日系『指名手配』エンディングテーマ                                                          |
| 黄金魂              | テレビ朝日系ドラマ『交渉人〜THE NEGOTIATOR〜』主題歌                                                |
| 黄金魂              | 角川映画配給映画『ドロップ』挿入歌                                                                  |
| 黄金魂              | フジテレビ系特番『カスペ!・ボクシングフェス 2014 SUPER BOXEO』イメージソング                        |
| 瞹歌                | 「美禅」CMソング                                                                                    |
| 湾岸 highway        | 日産N-Link×湘南乃風「ドライブに情熱を」プロジェクトオリジナルソング                                 |
| 晴伝説              | ファントム・フィルム配給映画『ひゃくはち』主題歌                                                    |
| 親友よ              | 角川映画配給映画『ドロップ』主題歌                                                                  |
| ガチ桜              | 東映配給映画『交渉人 THE MOVIE タイムリミット高度10,000mの頭脳戦』主題歌                            |
| 爆音男〜BOMBERMAN〜 | テレビ朝日系『お願い!ランキング GOLD』1月期エンディングテーマ                                       |
| Born to be WILD     | PlayStation Portable用ゲームソフト『クロヒョウ2 龍が如く 阿修羅編』テーマソング                     |
| 白詰草              | テレビ東京系ドラマ『クローバー』エンディングテーマ                                                  |
| 雪月花              | テレビ朝日系「お願い!ランキング」12月期エンディングテーマ                                           |
| STAY GOLD           | テレビ朝日系『ポータル ANNニュース&スポーツ』3月度エンディングテーマ                                |
| STAY GOLD           | ガールズケイリンテーマソング。                                                                      |
| GAMES SHONAN PLAY   | コカ・コーラ×湘南乃風 コラボソング                                                                  |
| JUST LIVE MORE      | テレビ朝日系特撮ドラマ『仮面ライダー鎧武/ガイム』オープニングテーマ（※「鎧武乃風」名義）            |
| YOUR SONG           | 東映配給映画『劇場版 仮面ライダー鎧武 サッカー大決戦!黄金の果実争奪杯!』主題歌（※「鎧武乃風」名義） |
| パズル              | テレビ朝日系ドラマ『ゼロの真実〜監察医・松本真央〜』主題歌                                          |
| BIG UP              | ファントム・フィルム配給映画『神様はバリにいる』主題歌                                              |
| ロード              | NHK土曜ドラマ『限界集落株式会社』主題歌                                                             |
| バブル              | PlayStation 4/PlayStation 3用ゲームソフト「龍が如く0 誓いの場所」テーマソング                       |
| バブル              | テレビ朝日系『musicるTV』3月度オープニングテーマ                                                    |
| バブル              | 九州朝日放送『ドォーモ』3月度エンディングテーマ                                                     |
| 紅                  | PlayStation 4/PlayStation 3用ゲームソフト『龍が如く0 誓いの場所』エンディングテーマ                 |
| Z〜俺等的逆襲〜     | 角川映画配給映画『Zアイランド』主題歌                                                               |
| 晴ル矢              | テレビ朝日系『Break Out』5月度オープニングトラック                                                  |
| 晴ル矢              | テレビ朝日系『お願い!ランキング』6月期エンディングテーマ                                            |
| 晴ル矢              | 求人情報誌『POWER WORK』CMソング                                                                    |
| DON'T BE AFRAID     | BSスカパー!オリジナルドラマ『アカギ』主題歌                                                         |
| DON'T BE AFRAID     | BSスカパー!オリジナルドラマ『アカギ「竜崎・矢木編 ／市川編」』主題歌                                |
| ライバル            | 第98回全国高校野球選手権長崎大会 NCCテーマソング                                                    |
| ライバル            | 第98回全国高校野球選手権大分大会 OABテーマソング                                                    |
| ライバル            | 第98回全国高校野球選手権長野大会 abnテーマソング                                                    |
| ライバル            | 2016 tvk高校野球神奈川大会中継応援ソング                                                            |
| ライバル            | KBC高校野球2016イメージソング                                                                       |
| ライバル            | 第98回全国高校野球選手権愛媛大会 eat 愛媛朝日テレビエンディングテーマ                               |
| ライバル            | HAB夏の高校野球 応援ソング                                                                          |
| ライバル            | YTS高校野球ダイジェスト イメージソング                                                              |
| ライバル            | 第98回全国高校野球選手権宮城大会関連番組 KHBエンディングテーマ                                      |
| ライバル            | 2016 IAT夏の高校野球岩手大会テーマソング                                                            |
| ライバル            | 2016 KFB高校野球応援ソング                                                                          |
| ライバル            | 広島ホームテレビ 2016 HOME広島大会テーマソング                                                      |
| ライバル            | 2016 メ～テレ高校野球テーマソング                                                                   |
| ライバル            | 2016 ABA高校野球中継エンディングテーマ                                                              |
| ライバル            | 第98回全国高校野球選手権静岡大会 SATVテーマソング                                                   |
| ライバル            | KKB高校野球中継エンディングテーマ                                                                   |
| ライバル            | 2016 MRT夏の高校野球応援ソング                                                                      |
| ライバル            | BS朝日『スポーツクロス』 エンディングテーマ                                                         |
| はなび              | カーセブンCMソング                                                                                  |
| はなび              | テレビ朝日系『Break Out』8月度オープニングトラック                                                  |
| はなび              | 『Color Me Rad』イメージソング                                                                      |
| 行け!タイガーマスク | テレビ朝日系アニメ『タイガーマスクW』オープニングテーマ                                             |
| KING OF THE WILD    | テレビ朝日系アニメ『タイガーマスクW』エンディングテーマ                                             |
| 青空船              | NHK BSプレミアム『笑けずり シーズン2〜コント編〜』テーマソング                                      |
| 青空船              | BS朝日『SPORTS X』エンディングテーマ                                                                |
| HORIZON             | ゲオチャンネルオリジナルドラマ『龍が如く 魂の詩。』主題歌                                           |
| 指                  | 藻岩シャローム教会CMソング                                                                          |
| 指                  | 旭川ブルーミントンヒルCMソング                                                                      |
| Be Strong           | 東京オートサロン2018テーマソング                                                                    |
| 国士無双            | BSスカパー!オリジナルドラマ「アカギ〜鷲巣麻雀完結編〜」主題歌                                       |
| Grand Blue          | MBS・TBS系アニメ『ぐらんぶる』オープニングテーマ                                                    |
| ただいま!           | フジテレビ系連続ドラマ『パパがも一度恋をした』主題歌                                                |
| Summers             | TBS系「7つの海を楽しもう!世界さまぁ〜リゾート」オープニングテーマ                                   |
| 一番歌              | PS4®専用ソフト「龍が如く7 光と闇の行方」主題歌                                                      |
| 陽はまたのぼる      | テレビ神奈川（tvk）『News Link』エンディングテーマ                                                  |
| 茶柱立つ            | テレビ東京系テレビドラマ『お茶にごす。』オープニングテーマ                                          |
| Desire              | 東映配給映画『映画 仮面ライダーギーツ 4人のエースと黒狐』主題歌                                     |

## 出演番組
- WOWOWのMUSIC@DXで、NANJAMANの「行きたきゃ行け」という曲の歌詞に影響を受けたと語った。（2007年3月27日のPunch Line総集編より）
- J's COUNTDOWN - FMPORT（2006年12月31日、コメント出演）
- Music Lovers（2009年4月19日、日本テレビ）
- 湘南乃風リーダーRED RICEのNULL MAX（RED RICEのみ出演。月1回放送レギュラー、ニコニコ生放送）
- ゴルフのキズナ（テレビ東京・RED RICEのみ出演、渡辺裕之と共演）
- ももいろ歌合戦（BS日テレ・ニッポン放送・ABEMAなど） - 2022年に初出場

## ミュージック・ビデオ
| 年     | 監督                                | 曲名                                          |
| 2003年 | 本田義信                            | 「Real Riders」                               |
| 2004年 |                                     | 「応援歌 feat.MOOMIN」                        |
| 2004年 | スミス                              | 「晴伝説」                                    |
| 2005年 | JEAN-CLAUDE MAKINAKA&ムラカミタツヤ | 「カラス」                                    |
| 2005年 | モリ○カツ                           | 「覇王樹」                                    |
| 2006年 | 平野康祐                            | 「純恋歌」                                    |
| 2006年 | アベケンゴ                          | 「いつも誰かのせいにしてばっかりだった俺」    |
| 2007年 | 長谷川信                            | 「睡蓮花」                                    |
| 2008年 | 河谷英夫                            | 「黄金魂」                                    |
| 2008年 | crocodile                           | 「曖歌」                                      |
| 2008年 | 卓野祐介                            | 「恋時雨」                                    |
| 2009年 | 大喜多正毅                          | 「親友よ」                                    |
| 2010年 | 長澤雅彦                            | 「ガチ桜」                                    |
| 2011年 | 松田征己                            | 「爆音男 〜BOMBERMAN〜」                      |
| 2012年 | Ryohei Shingu                       | 「炎天夏」                                    |
| 2012年 | 中茎強                              | 「雪月花」                                    |
| 2013年 |                                     | 「WICKED & WILD〜STAY GOLD」                  |
| 2013年 | 「GAMES SHONAN PLAY」               |                                               |
| 2014年 | 原田武明                            | 「パズル」                                    |
| 2015年 | 丹羽貴幸                            | バブル                                        |
| 2016年 | 海野崇彬                            | 「はなび」                                    |
| 2016年 | 高橋陽平                            | ライバル                                      |
| 2017年 | Tokyo Zombies                       | Winner                                        |
| 2017年 | 波多野要                            | Hyper Something feat.INFINITY 16,SALU,J-REXXX |
| 2017年 | PAN DE MIC / Baddest                |                                               |
| 2018年 | 島田欣征                            | 「やめちまぇ！」                              |
| 2020年 | 名越稔洋                            | 「一番歌」                                    |
| 2021年 | 多田卓也                            | 湘南乃「海 その愛」                           |
| 2022年 |                                     | Wild Speed                                    |
| 2022年 | 柿本ケンサク                        | 風乃時代                                      |
| 2022年 | 今村繁                              | 夢物語                                        |

## 主なライブ

### ワンマンライブ・主催イベント
- 2004年 - 風伝説〜湘南与太郎音頭 TOUR 2004〜
- 2006年 - 風伝説〜いつも誰かのせいにしてばっかりだった俺 TOUR 2006〜
- 2009年 - 風伝説〜濡れたまんまでイッちゃってTOUR'09〜
- 2011年 - 風伝説〜大暴風興行夏場所 八百長なしの真剣勝負! 金銀天下分け目の天王山TOUR2011〜
- 2013年 - 風伝説〜音の上の格闘技!! 頂点を目指す挑戦者 10年目のタイトルマッチ 待ってろエイドリアーーン TOUR 2013
- 2013年 - 十周年記念 横浜スタジアム伝説
- 2014年 - 風nation2014 〜男気ハンパねぇ!!不良少年パワースポット〜 supported by カーセブン
- 2015年 - 風伝説 第二章 〜雑巾野郎 ボロボロ一番星TOUR2015〜
- 2016年 - 宴 〜俺たちと一緒にタオルまわさねぇか!! TOUR2016〜
- 2017年- Summer Holic2017
- 2018年- 風伝説 ～一五一会TOUR2018～
- 2021年- 風伝説TOUR2020四方戦風〜ぶっ飛べクソアツい粋な祭り頂け一番〜
- 2023年-20周年記念第1弾ライブ「新・春・狂・乱」武道館
- 2023年- 風伝説20周年記念TOUR2023～祭りの方法教えてやろう 野郎ども声出せYo!わっしょい!～
- 2023年- 二十周年記念公演 風祭り at 横浜スタジアム～困ったことがあったらな、風に向かって俺らの名前を呼べ！あんちゃん達がどっからでも飛んできてやるから～